# Labskaus
Il labskaus è un piatto tedesco diffuso nella Germania settentrionale e tipico di Brema, Amburgo e Lubecca.

## Etimologia e storia
Sebbene l'origine della parola labskaus sia incerta, si presume che essa derivi dal lettone labs kauss, che significa "buona ciotola" o spezzatino, o dal lituano labas káušas, che ha il medesimo significato. Il piatto divenne comune tra i marinai che, non potendo conservare a lungo gli alimenti a bordo delle navi, potevano nutrirsi di questo alimento a base di ingredienti che potevano mantenersi freschi a lungo. Il labskaus viene spesso servito nei ristoranti sulla sola costa settentrionale della Germania e nei punti di ristoro danesi.

## Descrizione
Gli ingredienti del labskaus sono il manzo salato o in scatola, le patate e le cipolle. Alcune ricette possono anche contenere barbabietole, cetrioli sottaceto o aringhe, che possono fungere da ingredienti primari o secondari. Il tipico labskaus viene preparato facendo bollire la carne in brodo che viene successivamente tritata assieme alla barbabietola, le cipolle, le patate lesse e l'aringa (che può essere sostituita con il prosciutto). Infine la base viene fritta nello strutto e vengono aggiunti vari condimenti fra cui la noce moscata, pepe, coriandolo o pimento. Il piatto si presenta simile all'hash britannico.